# Bóbr (dopływ Berezyny)
Bóbr (biał. Бобр, Bobr) – rzeka w środkowej Białorusi, lewy dopływ Berezyny w zlewisku Morza Czarnego. Jej długość wynosi 124 km, powierzchnia zlewni – 2190 km², średni przepływ u ujścia – 14,9 m³/s, maksymalny przepływ – 540 m³/s, spadek – 69,4 m, nachylenie – 0,56%.
Źródła znajdują się na Wysoczyźnie Orszańskiej koło wsi Rafaława powiatu tałaczyńskiego. Płynie na południowy zachód przez Równinę Środkowoberezyńską i uchodzi do Berezyny niedaleko Borysowa. Koryto jest szerokości 6-25 m, u ujścia 40 m, meandruje, bagnista dolina szerokości 1-2 km, brzegi strome. Nad Bobrem leżą Bobr i Krupce.